# Secrétariat d'État à l'Agenda 2030
Le secrétariat d'État à l'Agenda 2030 (en espagnol : Secretaría de Estado para la Agenda 2030) est le secrétariat d'État chargé de la mise en œuvre des objectifs de développement durable en Espagne entre 2020 et 2023.
Il relève du ministère des Droits sociaux et de l'Agenda 2030.

## Missions

### Fonctions
Le secrétariat d'État à l'Agenda 2030 est l'organe supérieur du ministère des Affaires sociales et de l'Agenda 2030 auquel il revient de proposer et exécuter la politique gouvernementale en matière d'impulsion, de suivi et de coopération pour l'implémentation de l'Agenda 2030 pour le développement durable, approuvé par la résolution de l'Assemblée générale de l'Organisation des Nations unies le 25 septembre 2015.

### Organisation
Le secrétariat d’État s'organise de la manière suivante, :
- Secrétariat d'État à l'Agenda 2030 (Secretaría de Estado para la Agenda 2030) ;
  - Direction générale des Politiques-levier pour la mise en œuvre de l'Agenda 2030 ;
    - Sous-direction générale de l'Analyse et des Études pour la mise en œuvre de l'Agenda 2030.

## Titulaires
| Titulaire                                                             | Titulaire         | Début      | Fin        | Parti   | Ministre       |
| --------------------------------------------------------------------- | ----------------- | ---------- | ---------- | ------- | -------------- |
|                                                                       | Ione Belarra      | 15/01/2020 | 31/03/2021 | Podemos | Pablo Iglesias |
|                                                                       | Enrique Santiago  | 31/03/2021 | 27/07/2022 | IU      | Ione Belarra   |
|                                                                       | Lilith Verstrynge | 27/07/2022 | 23/11/2023 | Podemos | Ione Belarra   |
| Secrétariat d'État aux Droits sociaux et à l'Agenda 2030 (11-12/2023) |                   |            |            |         |                |